# Victor Moll
Victor Ludvig Moll (i riksdagen kallad Moll i Stockholm), född den 24 juli 1858 i Stockholm, död där den 16 januari 1929, var en svensk finansman, riksdagspolitiker (liberal) och riksbankschef.

## Biografi
Victor Moll tjänstgjorde först på affärskontor i Stockholm och anställdes 1886 i Allmänna hypoteksbanken, där han 1893 blev kassör, 1896 kamrer och 1908–1912 verkställande direktör. Åren 1912–1929 var han chef för Sveriges riksbank (formellt med titeln förste deputerad i riksbanksfullmäktige).
Han var riksdagsledamot 1902–1908 i andra kammaren för Liberala samlingspartiet som representant för Stockholms stads valkrets. I riksdagen var han bland annat ledamot 1906 i bankoutskottet, 1907 i konstitutionsutskottet och 1908 i bevillningsutskottet. Han engagerade sig bland annat i bank- och skattefrågor och agerade mot osunda aktiespekulationer.

## Utmärkelser
- Kommendör med stora korset av Nordstjärneorden, 6 juni 1922.[7]
- Kommendör av första klassen av Nordstjärneorden, 30 september 1914.[8]

## Familj
Moll var son till grosshandlaren Johan (John) Adam Moll och Anna Sophia Beskow.
Moll gifte sig 1885 med Katarina Lovisa (Louise) Klingström (1864–1938). Hon var dotter till Johan Magnus Klingström och Selma Ferdinandina Wilhelmina Rosvall.
Victor och Louise Moll fick bl.a. dottern Ruth som gifte sig första gången med professorn Gunnar Forssner och - efter dennes död - med justitierådet Axel Edelstam.
Victor Moll var bror till Tom Moll.